# أولاد أحمد (أولاد الطاهر)
أولاد أحمد هو دُوَّار يقع بجماعة بني خالد، عمالة وجدة أنكاد، جهة الشرق في المملكة المغربية. ينتمي الدوّار لمشيخة أولاد الطاهر التي تضم 4 دواوير. يقدر عدد سكانه بـ 131 نسمة حسب الإحصاء الرسمي للسكان والسكنى لسنة 2004.

## روابط خارجية
- البوابة الوطنية للجماعات الترابية
- المندوبية السامية للتخطيط